# Calotropis gigantea
Calotropis gigantea (содомське дерево) — вид роду калотропіс, що поширений у Камбоджі, Індонезії, Малайзії, Філіппінах, Таїланді, Шрі-Ланці, Індії, Китаї, Пакистані, Непалі та тропічній Африці.

## Будова
Це великий кущ, що сягає 4 м заввишки. Він має суцвіття воскоподібних квітів білого чи блідо-лілового кольору. Квітка складається з п'яти загострених пелюстків та невеликого «вінця», що утримує тичинки. Розташування частин у квітковій бруньці клапаноподібне, тобто чашолистки та пелюстки на квітковому кільці торкаються лише біля краю, не перекриваючи одне одного. Рослина має овальне світло-зелене листя та стебло, насичене молокоподібним соком. Молочний сік Calotropis gigantea містить серцеві глікозиди, жирні кислоти та оксалат кальцію.

## Життєвий цикл
Рослина служить господарем для багатьох комах та метеликів. Наприклад, це господар Гавайського немігруючого виду метеликів Данаїда монарх. Калотропіс є прикладом ентомофільного запилення, головним чином, запилення бджолами. У калотропісу присутній гіностегій (сформований злиттям приймочки маточки та сукупності тичинок). Пилок знаходиться у структурі, що називається пиляк, який прикріплений до залозистого клейкого диску скраю приймочки (механізм передачі пилку). Ці клейкі диски прилипають до лапок бджіл, що, відлітаючи, відривають пиляк. Коли така бджола сідає на наступну квітку, та може бути запилена пиляком.

## В культурі

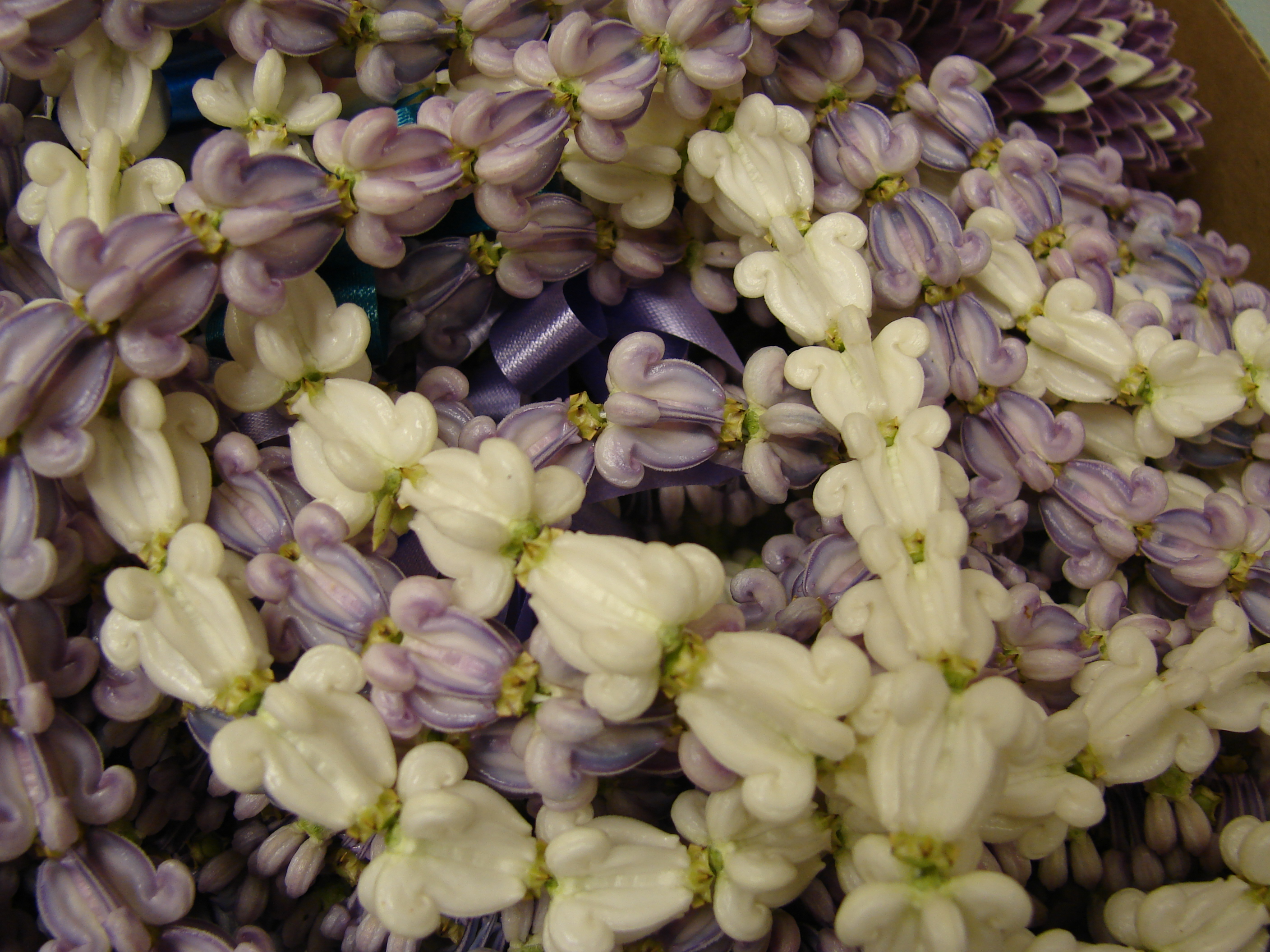
Гірлянди з квітів рослини

Квіти є досить довговічними; в Таїланді вони використовуються у квіткових композиціях. У доклінічних дослідженнях екстракт із квітів та листя калотропісу виявив гіпоглікемічний ефект. Квіти були облюбовані королевою Гаваїв Ліліуокалані, яка вважала їх символом королівської влади та носила їх у вигляді гірлянди. У той же час у Камбоджі їх використовують на похованнях як прикрасу гробниці чи саркофагу, а також будинку померлого. Тип плоду — листянка, поширення насіння відбувається вітром. В Індонезії ці квіти називають widuri. За свідченням Шива-пурани (в індуїзмі), Господь Шива дуже полюбляє калотропіс, тому квітки цієї рослини та гірлянди з неї приносять Шиві з метою набуття миру, добробуту та стабільності у суспільстві. Калотропіс є однією з головних частин дев'яти небесних тіл (Наваграх).
В Індії рослину часто саджають для огородження територій храмів; її називають «мадар» на хінді: मदार. Її листок (на мові маратхі rui) — один з п'яти листків, необхідних для панч палави, ритуальної композиції з п'яти листків, що слугує тотемом в індійській культурі маратхі.[8]
Рослина відома також як වරා (waraa) на сингальській, aakonda — на бенгалі, erukku (എരുക്ക്) на малаялам та ark (अर्क) на санскриті.
У «сказанні про Паушью», що міститься у першій книзі індійського епосу Махабхарати — Адіпарві, учень ріші Айоди-Даумьї на ім'я Упаманья осліпнув, скуштувавши листя рослини, що називається на санскриті «arka». У сприятливі дні Господу Шиві приносять квіти акади, а також дурману (надзвичайно отруйні).

### На марках

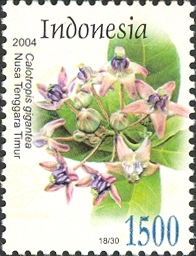

Рослина зображена на марках Індонезії 2004 року.

## Практичне використання
Калотропіс приносить міцне волокно (відоме як «тятивне прядиво» в промисловості Індії), що застосовують при виготовленні мотузок, килимів, рибальських сіток та швейних ниток. Бавовна з цієї рослини може також слугувати начинням для подушок. Акунд — волокно, яке виробляють з насіння калотропіса, використовують для начиння. Ферментовану суміш калотропісу з сіллю використовують при вичинці козячих шкур для виготовлення шкіри «нарі», а також овечих шкур, з яких роблять недорогий книжковий перепліт [потрібне повне посилання на джерело]. Були виявлені також протигрибкові та інсектицидні властивості калотропісу.

### Алелопатичний ефект
Алелопатичний ефект калотропісу на різні агрокультури був добре вивчений. Екстракти, виготовлені з різних частин рослини (кореню, стебла, листя), впливають на проростання та міцність сходів багатьох зернових культур. Проте, екстракт калотропісу не засвідчив свою ефективність у боротьбі з такими бур'янами як Chenopodium album (Марь біла), Melilotus alba (Буркун білий), Melilotus indica (Буркун індійський), Sphaeranthus indicus (Сферантус індійський) та Phalaris minor (Очеретянка мала).

## Отруєння
Калотропіс є отруйною рослиною. Активними компонентами є ушарін, калтоксин, калактин та калотропін. При надрізанні листя та стебло виділяють густий молокоподібний сік. Його використовують як отруту для стріл та для рогатої худоби (як Abrus precatorius), рідко з метою вбивства чи суїциду, у більшості випадків отруєння відбувається випадково.
Відомо, що латекс Calotropis gigantea викликає кератокон'юнктивіт та тимчасову втрату зору. Запалення роговиці, спричинене калотропісом, досить рідкісне, зазвичай, відбувається при випадковому потраплянні соку рослини в очі. Під час виготовлення гавайських вінків з цих квітів дотик до рослинного соку, а потім до поверхні ока може спричинити кератокон'юнктивіт. Ушкодження (отруєння) ендотелію роговиці спричиняє набряк строми та погіршення зору. Незважаючи на те, що наявне необоротне ушкодження ендотелію роговиці, яке супроводжується низьким рівнем ендотеліоцитів та зміною форми, ті клітини ендотелію, що залишилися, досить швидко регенеруються, запалення роговиці припиняється та зір відновлюється. Подібні випадки зазвичай не потребують медичного втручання, проте проходять швидше за умови використання місцевих стероїдів. Характер протікання захворювання свідчить про високу токсичність калотропісу для ендотелію роговиці та парадоксально низьку токсичність по відношенню до її епітелію. Безболісне протікання даного стану пов'язане з анестезуючим ефектом латексу калотропісу та відносно невеликим ушкодженням епітелію.

### Прояви та симптоми
При потраплянні на шкіру викликає почервоніння та нариви. При вживанні всередину сік викликає ядучий, гіркий смак та пекучий біль у горлі й шлунку, слюновиділення, стоматит, рвоту, діарею, розширення зіниць, тонічні судоми, запаморочення та смерть. Період настання летального наслідку складає від 6 до 12 годин. Медична допомога включає промивання шлунку, анальгетики та симптоматичне лікування.

### Здатність боротися з комарами
Була засвідчена здатність Calotropis gigantea боротися з комарами видів Culex gelidus та Culex tritaeniorhynchus, що є переносниками японського енцефаліту. Насичений водою екстракт листя Calotropis gigantea виявляє ларвіцидні й овіцидні властивості, а також відлякує комах.

## Галерея

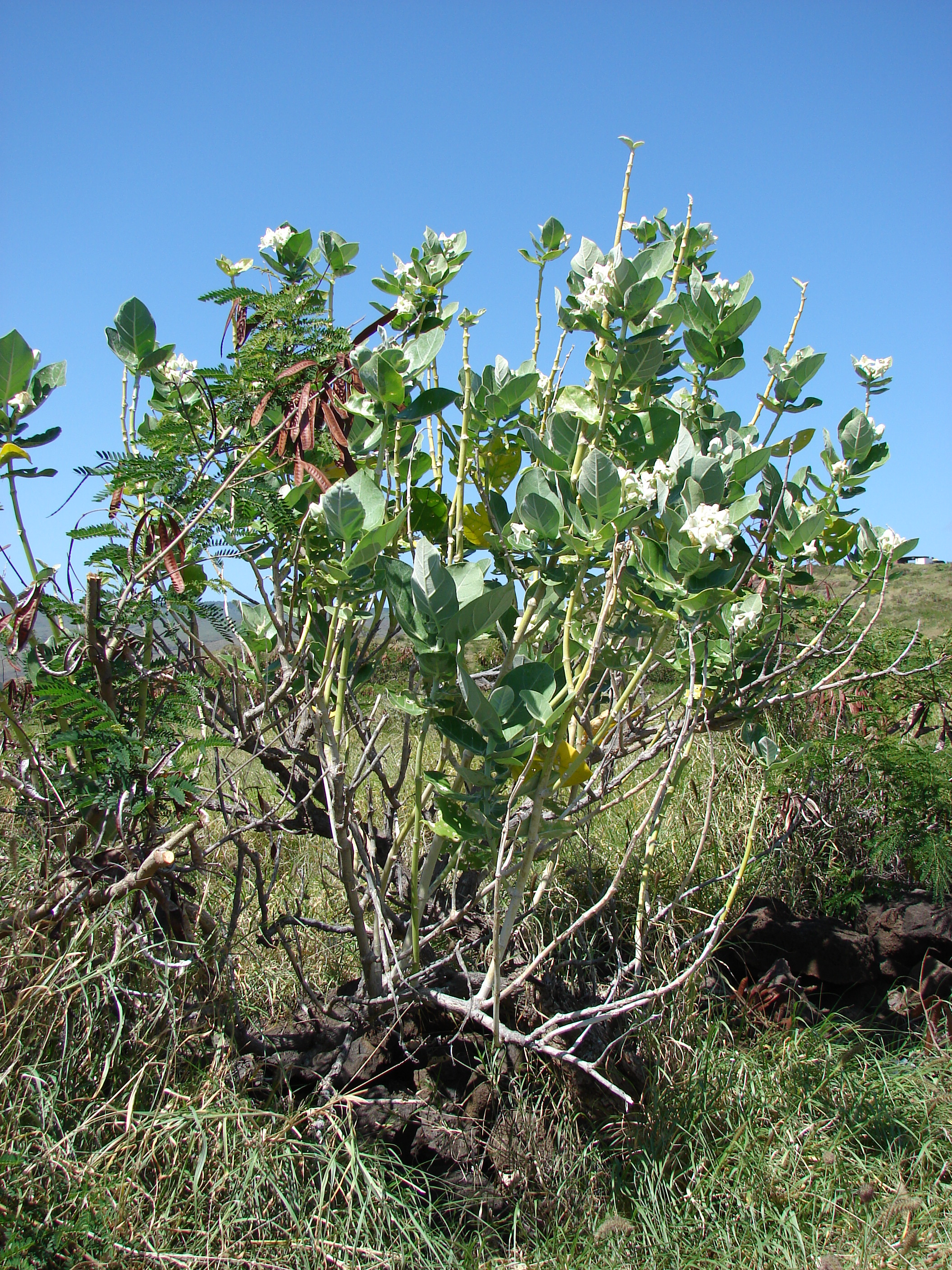
Загальний вид рослини
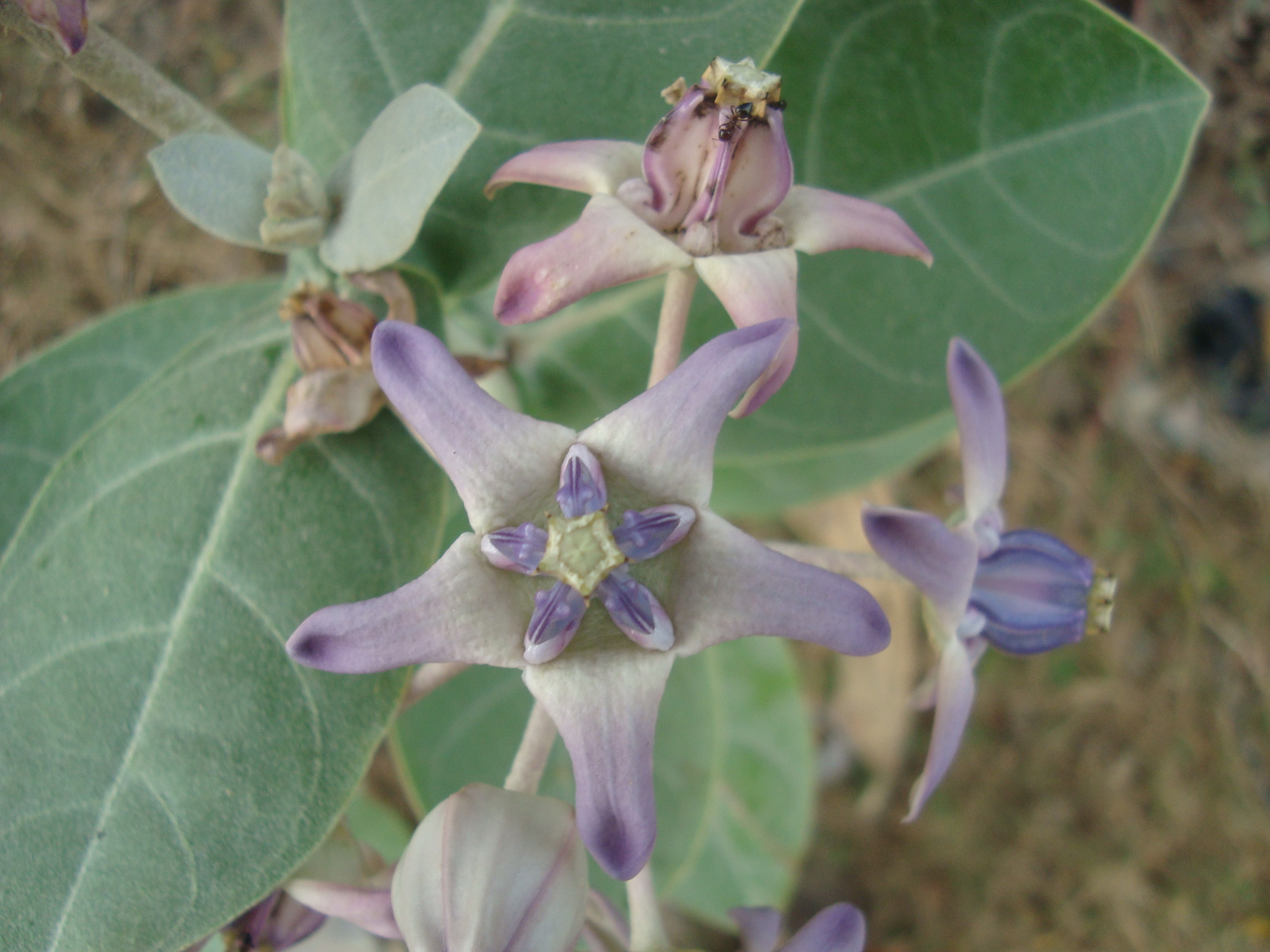
Квіти
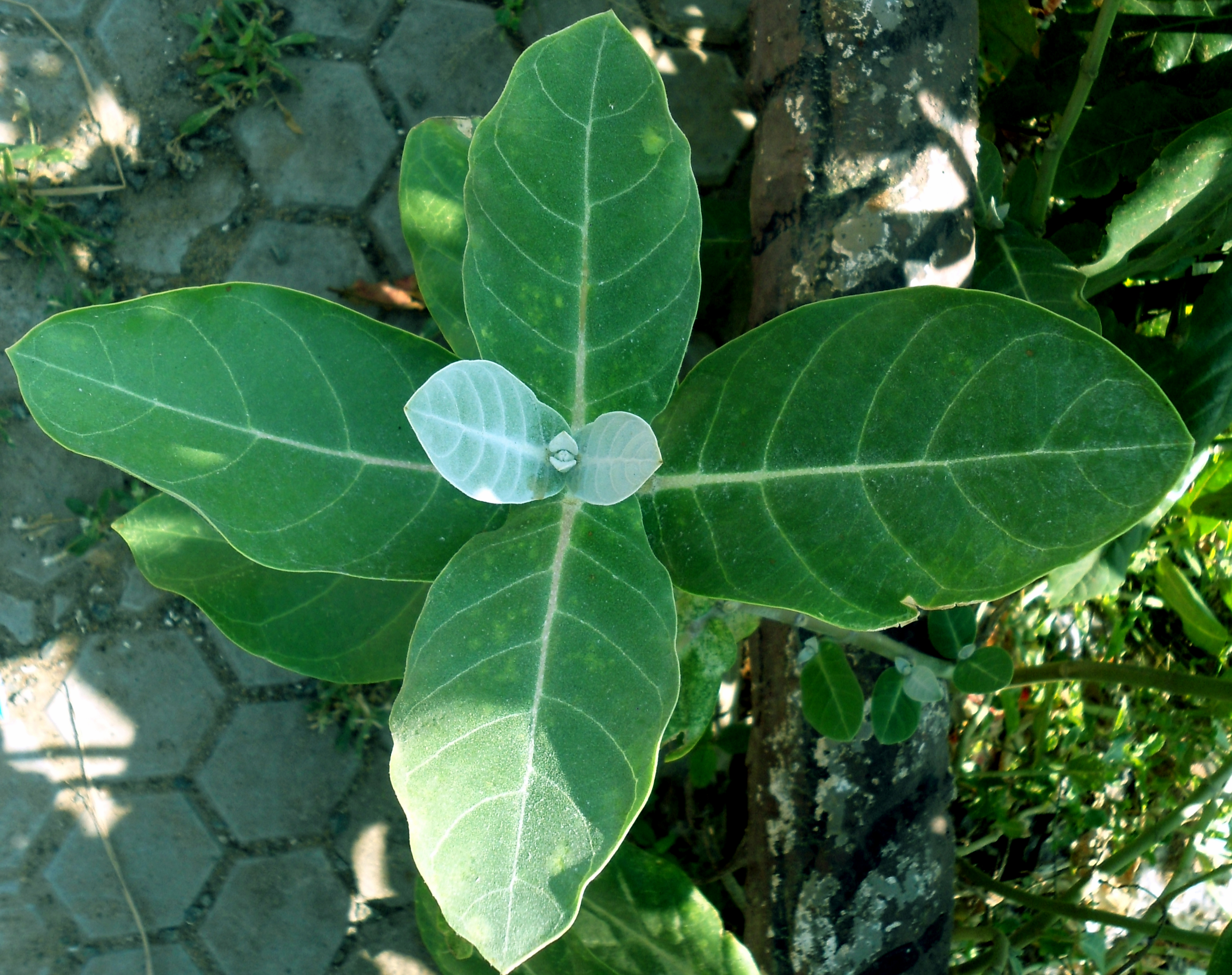
Листя
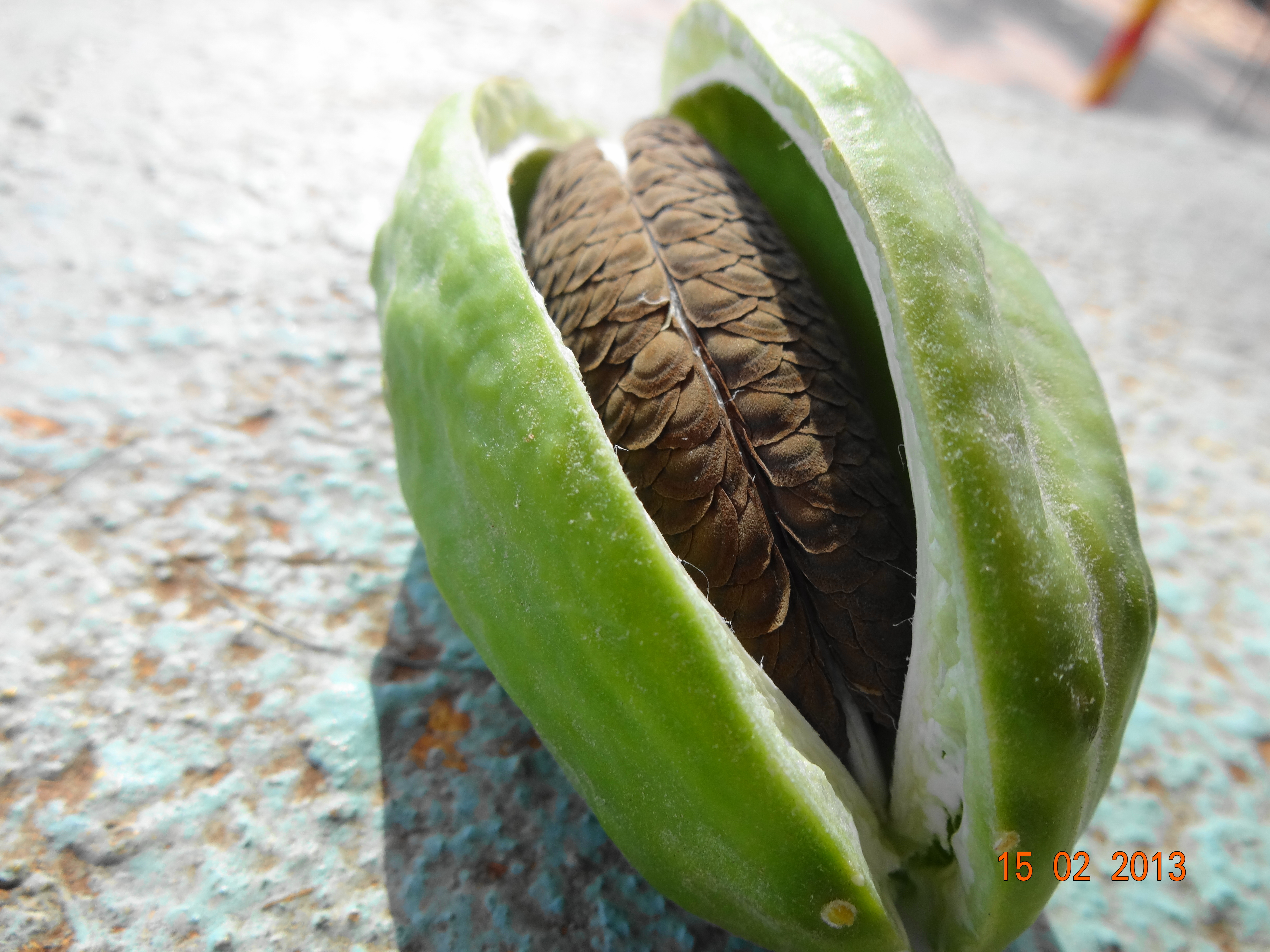
Плід
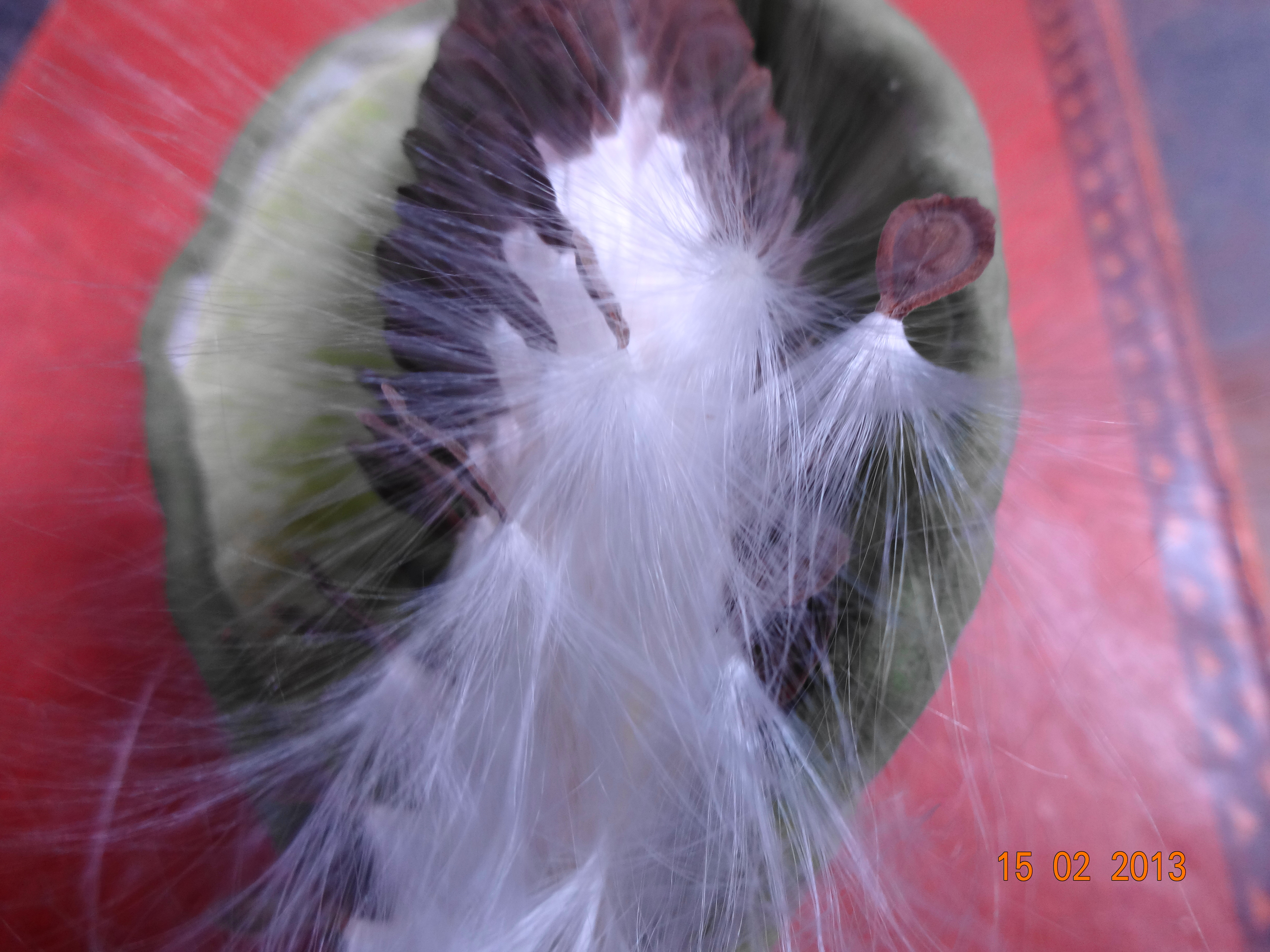
Насіння з волокнами